# 哈尔滨地铁

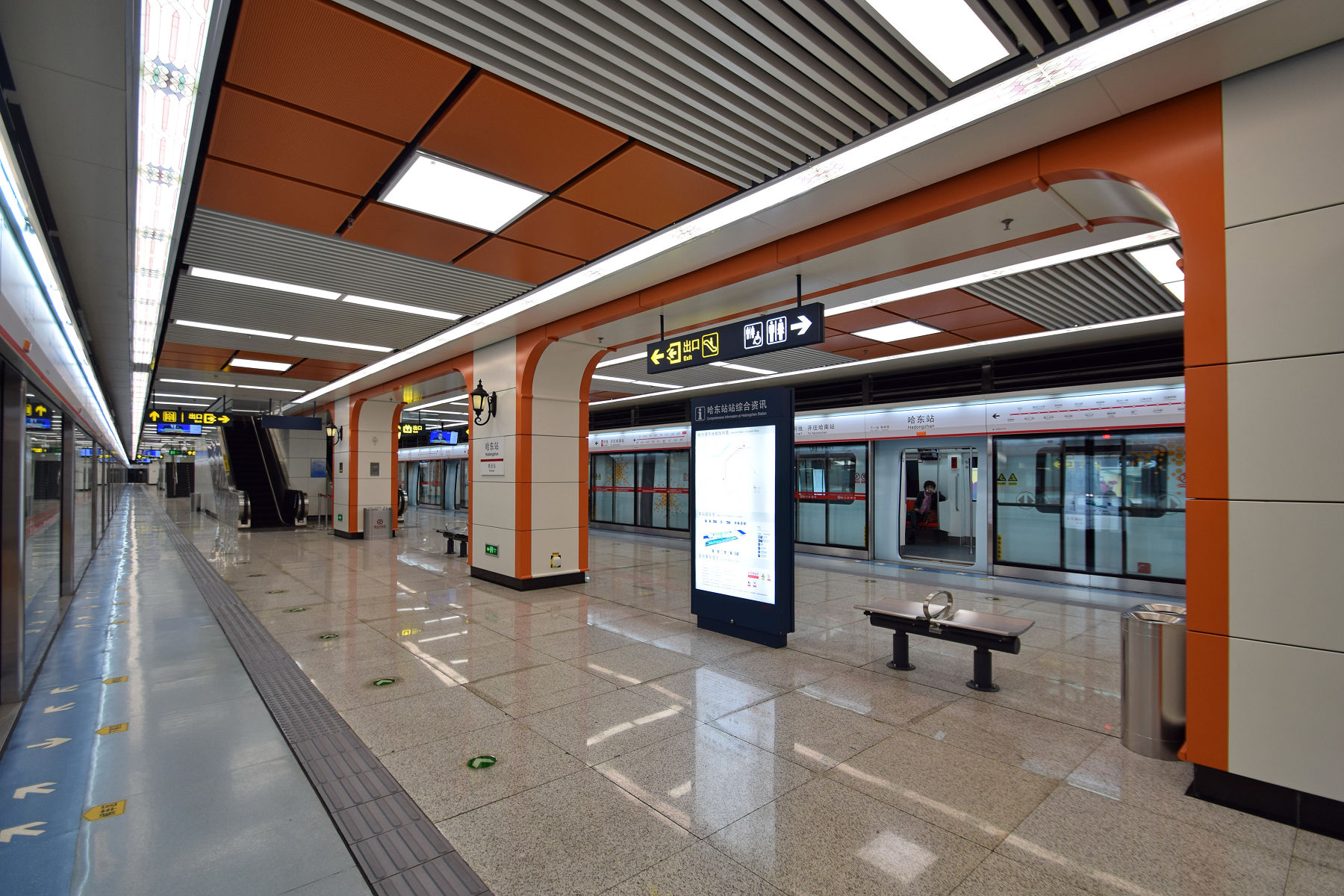
1号线哈尔滨东站曾經是中国最北及最东地铁车站

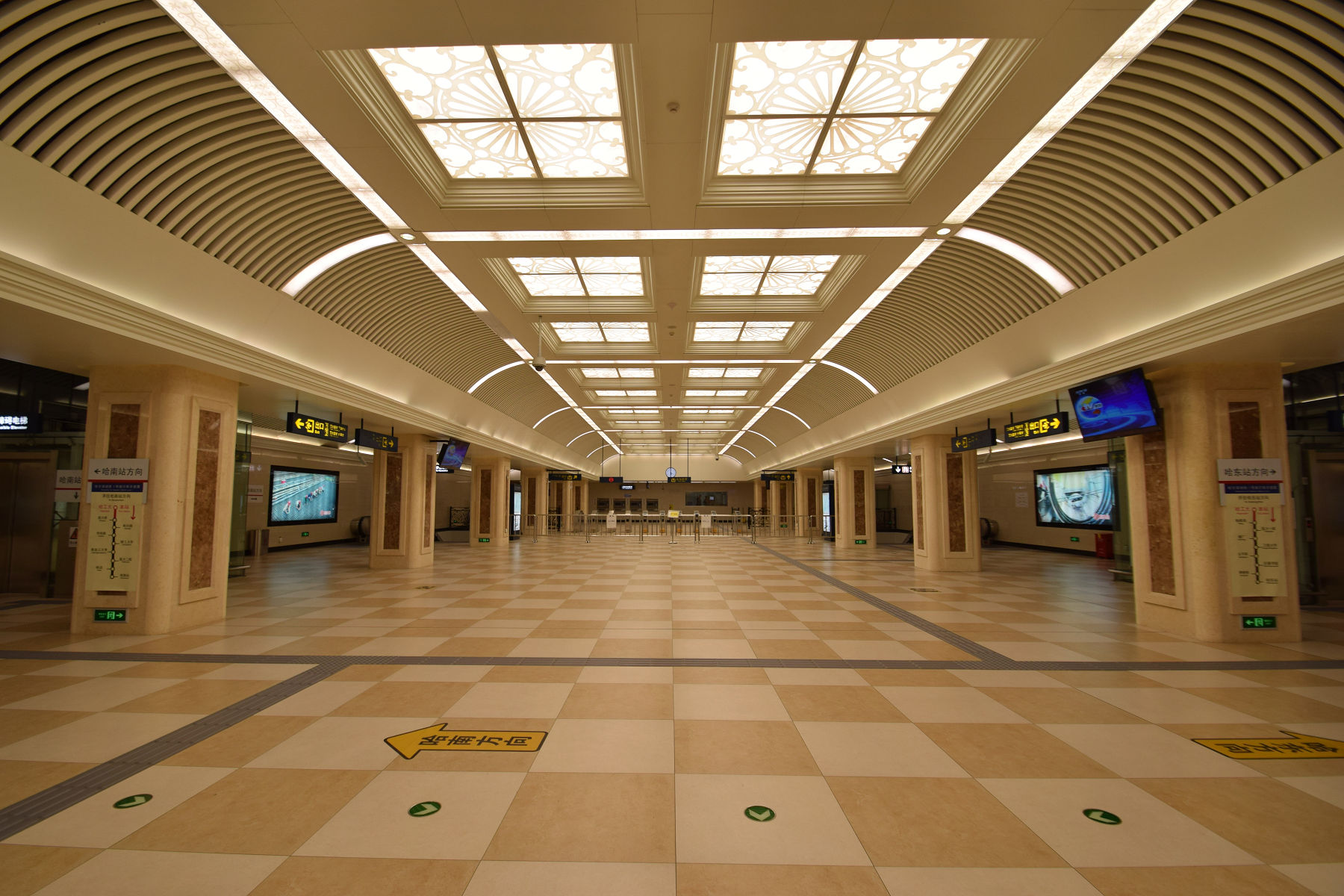
1号线哈工大站站厅

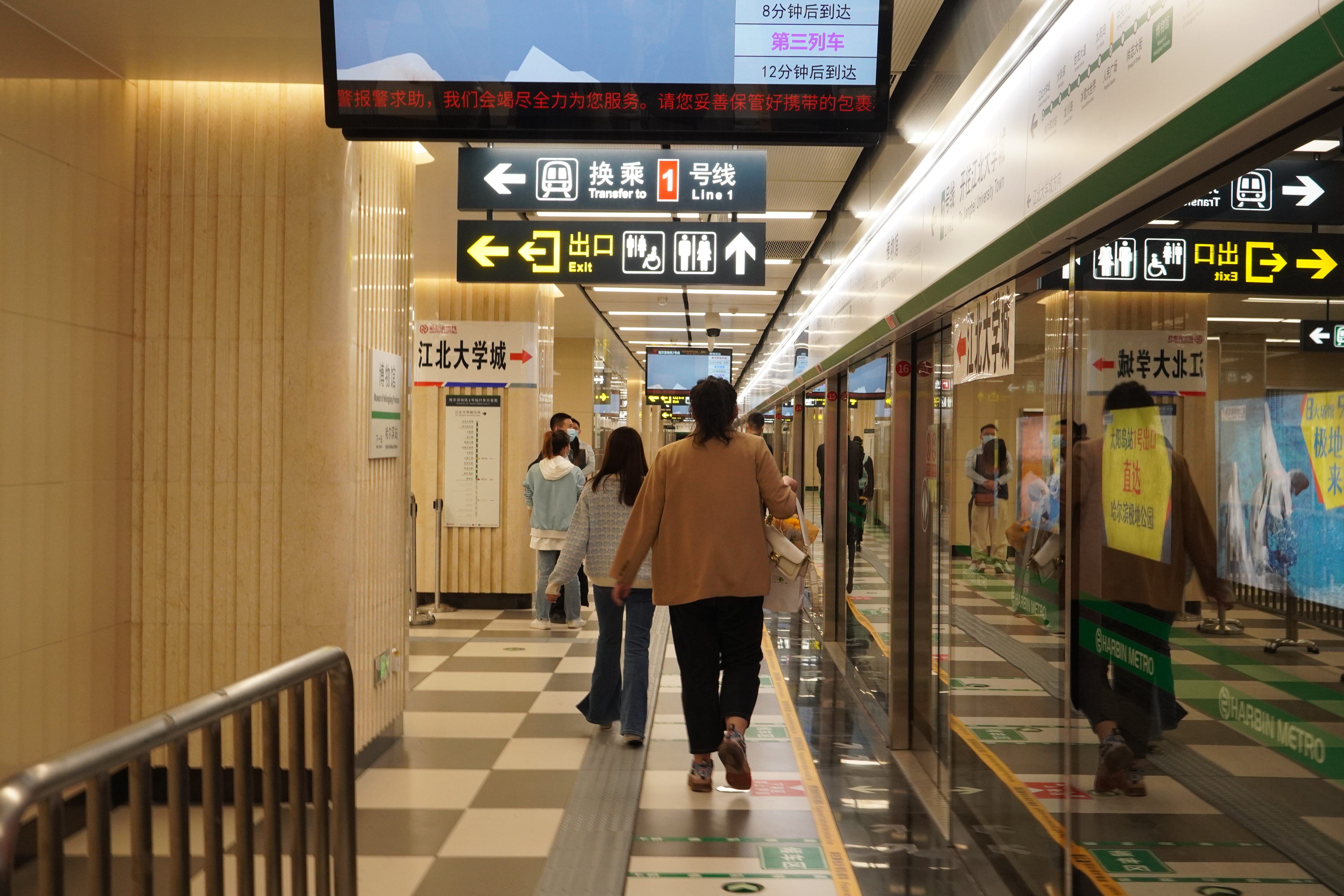
2号线博物馆站

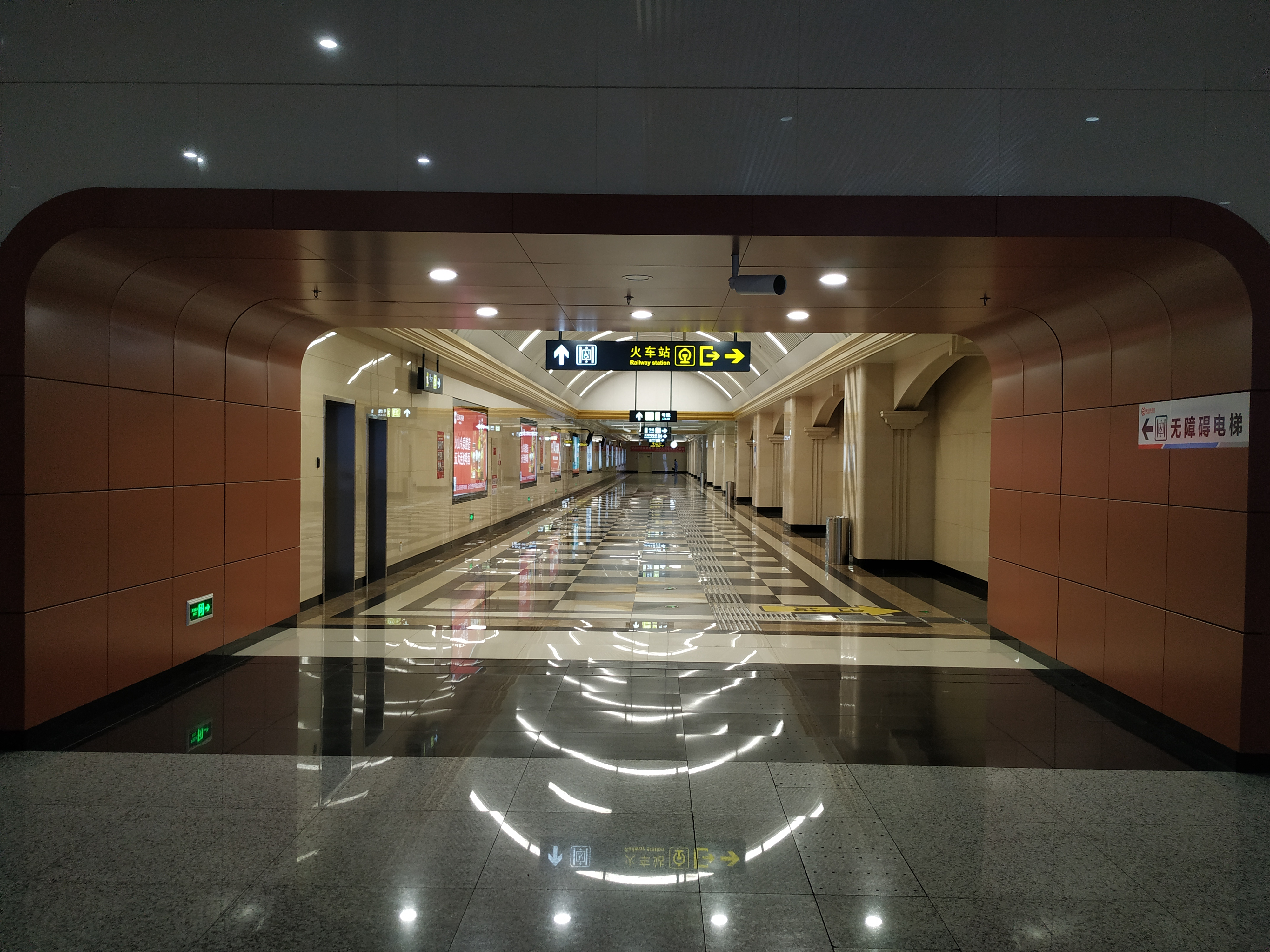
3号线哈尔滨西站与鐵路哈尔滨西站间的连接通道

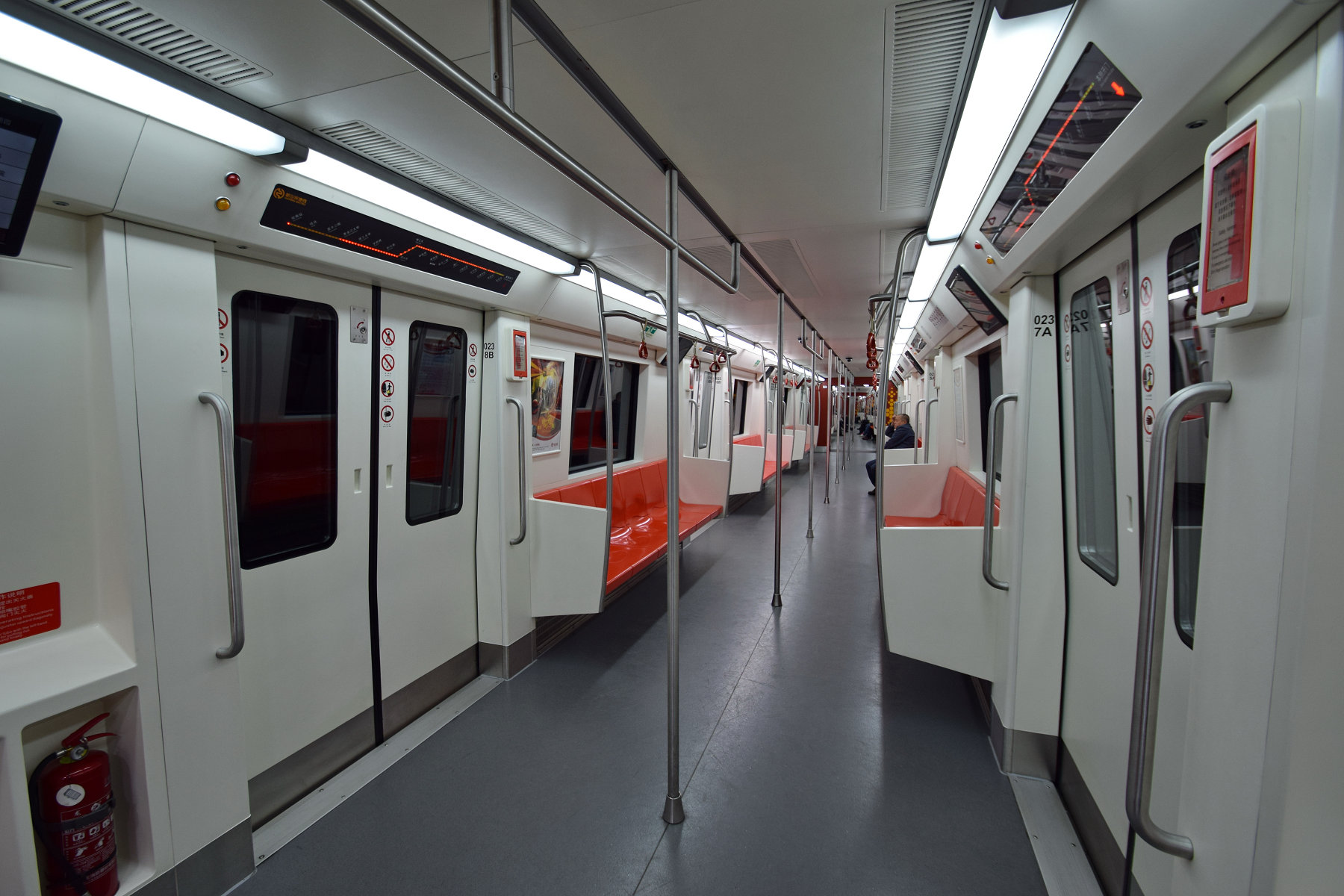
1号线列车车厢

哈尔滨地铁，亦称哈尔滨轨道交通，是中华人民共和国黑龙江省哈尔滨市正在运营中的城市轨道交通系统，是中国首个高寒地铁系统。该工程于2008年9月开工建设，其中部分路段利用了既有“7381人防工程”。哈尔滨地铁规划有九线一环，规划总里程340公里。哈尔滨市城市轨道交通近期建设规划（2008～2018年）于2012年9月由国家发改委批复通过，由轨道交通1号线一期、二期、三期以及2号线一期、3号线组成，形成“十字+环线”的骨架线路，线路总长89.58公里，总投资562.2亿元。资金来源为：资本金229.3亿元，占总投资的比例为40.8%，由哈尔滨市财政资金解决。资本金以外的资金利用国内银行贷款解决。截至2024年11月，1号线、2号线、3号线已开通运营。

## 运营线路
| 线路名称 | 线路名称 | 两端终点站            | 车站数量 | 运营里程（公里） | 首段启用时间  | 最近延伸时间   | 车辆段／停车场          | 列车编组 |
| -------- | -------- | --------------------- | -------- | ---------------- | ------------- | -------------- | ----------------------- | -------- |
|          | 1号线    | 哈尔滨东站 - 新疆大街 | 23       | 26.27            | 2013年9月26日 | 2019年9月28日  | 太平桥车辆段 哈南停车场 | 6B       |
|          | 2号线    | 江北大学城 - 气象台   | 19       | 28.19            | 2021年9月19日 |                | 哈北车辆段              | 6B       |
|          | 3号线    | 环线                  | 36       | 37.6             | 2017年1月26日 | 2024年11月26日 | 安通街车辆段            | 6B       |

## 规划线路

### 历史规划
2016年4月18日，哈尔滨地铁集团官方网站发布《哈尔滨市城市轨道交通二期建设规划（2017~2022年） 环境影响评价公示》，包含4条线路，规划线路总长约85km，包括65座车站。4条线路分别为：
- 1号线四期：东延既有线路2.6km至东化工路，共设2座车站。
- 2号线二期：北延既有线路9.8km至大连路，东延既有线路4.3km至民主村，共设11座车站，一处停车场。
- 4号线一期：起自绕城高速西侧前沙坨子，主要沿世茂大道、松北一路、学海街、中源大道、浦南大街、开源街、承德街、三姓街、大成街、宣化街、和平路、哈平路敷设，止于哈平路与科研街交口。线路全长约32.2km，全部为地下线，共设地下站27座，前沙车辆段1座，马家沟停车场1座，总投资额约237.6亿元。
- 5号线一期：起自南京路站，沿澳门大街（利民东三大街）、杉杉路、利民大道，祥安北大街、祥安南大街、景江西路、康安路、和兴路、三大动力路及进乡街敷设，止于东三环。线路全长约36.1km，全部为地下线，共设地下站25座，哈北车辆段1座，哈阿停车场1座，总投资额约222.3亿元。

受到一期建设线路缓慢及地铁建设收紧等影响，哈尔滨城市轨道交通二期建设规划被退回。2022年7月6日，哈尔滨地铁集团官方网站重新发布了《哈尔滨市轨道交通二期建设规划（2022-2027）社会稳定风险分析公众参与信息公示》，包含2条线路，规划线路总长约70.6km，共54座车站。2条线路分别为：
- 4号线一期：起自松北区前沙站，主要沿世茂大道、松北一路、学海街、中源大道、江北绿轴、开源街、承德街、三姓街、大成街、宣化街、和平路、哈平路敷设，终点至民族学院站，全长34.5km，设29座车站，1座哈平路停车场、1座前沙车辆段。
- 5号线一期：起自呼兰区南京路站，主要沿南京路、祥安北大街、祥安南大街、景江西路、康安路、二环路、三大动力路、进乡街敷设，终点至东三环站，全长36.1公里，设25座车站，1座哈阿停车场、1座松北车辆段。

然而，由于哈尔滨市债务率指标一直不符合国务院对城市轨道交通规划建设的审批要求，截至2024年1月，国家发改委仍未重新受理第二期建设规划。

### 機場快線
- 9號線一期（机场线）工程起点为与3号线换乘的哈尔滨西站，出站后沿西站大街、龙华路、机场高速、机场内部中心路敷设，终点为太平国际机场站。线路长度约31.1公里，拟采取市区、空港两端线路地下敷设，中间线路高架敷设方案，全线共设置2座地下车站，实现哈尔滨西站与太平国际机场“点对点”快速直达。

### 远期规划
全市早期曾远期规划九线一环10条线路，总长度340公里。除规划的九线一环之外还规划了至阿城区的轻轨地面线路，但随着2号线、3号线、4号线、5号线的详细规划出台并相继开工，与早期的规划已有巨大变化。此外哈尔滨市还在2015年和绿地集团签约修建6号线（群力新区-道外化工路，全长33km）和9号线（哈西客站-机场），预定于2016年开工，由于财政问题未批复。

## 车票

### 票价
哈尔滨地铁实行按里程分段计价票制：起步2元可乘坐6公里，3元可乘坐10公里、4元可乘坐14公里、5元可乘坐21公里、6元可乘坐28公里，29公里以上每增加10公里增加1元（即起步2元可乘坐6公里，后续加价1元可多乘坐里程为4、4、7、7、10、10... 公里）。该方案适用范围包含既有开通地铁线路以及后续开通轨道交通线路。
在2号线开通运营前，哈尔滨地铁采用以区间计价的“阶梯票价制”，即票价随着运距的增长而增加，1-8区间内为初始票价2元，9-12区间为3元，13-17区间为4元，18区间以上为5元，全程最高票价为5元。